# 布倫塔爾 (捷克)
布倫塔爾（捷克語：Bruntál，捷克語發音：[ˈbruntaːl]，弗罗伊登塔尔）是捷克摩拉維亞-西利西亞州的城鎮，位於該國東北部，始建於1213年，面積29.34平方公里，海拔高度409米，該鎮在第一次世界大戰後由捷克斯洛伐克負責管轄，2012年人口16,992。

## 外部連結
- Official website of Bruntal Municipal Office （页面存档备份，存于）
- Bruntál Castle （捷克文）
- Detailed history of the town （捷克文）
- Czech Office for Surveing, Mapping and Cadastre (Český úřad zeměměřický a katastrální) （页面存档备份，存于）